# Штокхаузен-Илльфурт
Штокхаузен-Илльфурт (нем. Stockhausen-Illfurth) — община в Германии, в земле Рейнланд-Пфальц. 
Входит в состав района Вестервальд. Подчиняется управлению Бад Мариенберг (Вестервальд).  Население составляет 475 человек (на 31 декабря 2010 года). Занимает площадь 3,24 км².